# Wayland
Wayland — протокол для организации графического сервера в Linux и других UNIX-подобных операционных системах. Разработка Wayland была начата Кристианом Хогсбергом (дат. Kristian Høgsberg), на тот момент сотрудником Red Hat, ныне членом Центра открытых технологий Intel. Wayland является свободным ПО. Название происходит от города Вэйланд, когда Хогсберг ехал через этот город, ему пришёл в голову концепт системы.
Названия родственных проектов Weston и Maynard (см. ниже) произошли соответственно от соседних городов Вестон и Мейнард .

## Основные принципы

The Wayland display server protocol relys on EGL

EGL (API)

По мнению разработчиков, Wayland является «работой над ошибками» X.org, которые накопились за четыре десятилетия его развития. Кардинальное отличие от X.org заключается в том, что Wayland лишь управляет буферами (плоскостями) окон и возлагает всю отрисовку их содержимого на инструментальные пакеты (GTK, Qt и так далее). API рисования (drawing API) полностью отсутствует. Все версии протокола строго определены, а сама система определения версий продумана. У X.org есть серьёзная проблема с версиями разных расширений, часто перекрещивавшимися или дополняющими, вместо того чтобы быть самодостаточными и исключающими. Функцию композиции буферов осуществляет референтный композитный менеджер (менеджер-композитор) Weston, использующий как OpenGL ES, так и программную отрисовку. В состав Wayland также входит унифицированный протокол устройств ввода, предоставляющий одну виртуальную клавиатуру, одну виртуальную мышь и один экранно-сенсорный интерфейс — разделяемые всеми приложениями. Wayland знает о состояниях устройств ввода и способен запоминать их. (X.org напротив не сохраняет состояния устройств (stateless-протокол), но может быть настроен через файлы конфигурации.)
О Wayland его создатель отзывается так:

Wayland — новый графический сервер, который выполняет только крошечную часть функций Х, которые мы действительно используем, когда запускаем композитный рабочий стол. Wayland, по сути, — буферный менеджер (подобно DRI2 для X.org), обработчик входных данных. Весь рендеринг выполняется на клиентской стороне — так, как сегодня работает OpenGL, а задание режимов и другие аппаратные установки выполняются в ядре. Такой подход значительно упрощает организацию сервера.

Wayland использует уже существующие в ядре Linux технологии, такие как Kernel mode-setting (KMS), Direct Rendering Manager (DRM) и Graphics Execution Manager (GEM).

## Weston
Weston — это эталонная реализация композитного менеджера Wayland. Написан на языке Си, сначала был опубликован под лицензией GPLv2, позже вышел под MIT. Weston изначально создавался под API ядра Linux, поэтому официально поддерживает работу только с ядром Linux из-за зависимости от KMS, GEM и udev.
Weston использует GEM для обмена буферов между графическим сервером и приложениями. Для рендеринга может использовать OpenGL, cairo и pixman.

### Maynard
Maynard — графическая оболочка, которая была создана как плагин к Weston, аналогично тому, как GNOME Shell был создан как плагин к Mutter. Изначально Maynard проектировался для Raspberry Pi как легковесная графическая оболочка, поскольку в то время (2014 год) легковесные окружения рабочего стола, такие как LXDE, не поддерживали Wayland, а функциональные окружения типа GNOME и KDE были слишком ресурсоёмкими. Проект не ограничен платформой Raspberry Pi и может использоваться на обычных рабочих станциях. Оболочка отличается низким потреблением ресурсов, высокой производительностью, качественным оформлением и легковесностью.

## Использование
Марк Шаттлворт анонсировал в своём блоге, что Ubuntu будет использовать Wayland вместо X.org для своей среды рабочего стола Unity. Однако 4 марта 2013 года разработчики из Canonical приняли решение написать собственный графический сервер, получивший название Mir. 5 апреля 2017 года они отказались от Mir и Unity в пользу Wayland и GNOME.
В операционной системе Fedora начиная с версии 35, по умолчанию используется окружение рабочего стола GNOME на базе Wayland.

## Совместимость с X.org
Был разработан xwayland, который позволяет работать X11-приложениям поверх Wayland. Аналогично X.org приложения запускаются и под нативным окружением Mac OS X.

## Релизы
| Основные релизы Wayland/Weston | Основные релизы Wayland/Weston | Основные релизы Wayland/Weston                                                                 | Основные релизы Wayland/Weston |
| Версия                         | Дата                           | Ключевые изменения в Wayland                                                                   | Ключевые изменения в Weston |
| ------------------------------ | ------------------------------ | ---------------------------------------------------------------------------------------------- | --- |
| 0.85                           | 9 фев 2012                     | Первый релиз.                                                                                  | Первый релиз. |
| 0.95                           | 24 июл 2012                    | Начало стабилизации API.                                                                       | |
| 1.0                            | 22 окт 2012                    | Стабилизация клиентского API.                                                                  | |
| 1.1                            | 15 апр 2013                    |                                                                                                | Программный рендеринг. |
| 1.2                            | 12 июл 2013                    | Стабилизация серверного API.                                                                   | Средства управления цветом. Протокол для манипулирования субповерхностями и группами поверхностей. Бэкэнд для Raspberry Pi. |
| 1.3                            | 11 окт 2013                    | Новые пиксельные форматы для wl_shm. Поддержка биндингов к высокоуровневым языкам.             | Поддержка Android с Hybris. |
| 1.4                            | 23 янв 2014                    | Новые интерфейсы wl_subcompositor и wl_subsurface.                                             | Поддержка форматов фреймбуфера, отличных от XRGB8888. Теперь права суперпользователя необязательны благодаря задействованию logind из состава systemd.                                                                                          |
| 1.5                            | 20 май 2014                    |                                                                                                | libinput. Полноэкранный shell. |
| 1.6                            | 19 сен 2014                    |                                                                                                | libinput по умолчанию. |
| 1.7                            | 14 фев 2015                    |                                                                                                | Интерфейс xdg-shell. |
| 1.8                            | 2 июня 2015                    | Разделены заголовочные файлы клиента и сервера на базовые компоненты и генерируемые протоколы. | Поддержка перерисовки по расписанию. API для захвата содержимого поверхностей Началось тестирование оболочки для информационно-развлекательных систем (IVI), добавлена экранная раскладка для IVI.                                              |
| 1.9                            | 21 сентября 2015               | Обновлена лицензия.                                                                            | Обновлена лицензия. Предварительная реализация библиотеки libweston, в которую вынесен код внутренней функциональности Weston. Добавлено новое расширение linux_dmabuf, предоставляющее средство для прямого вывода (zero-copy) видео на экран. |
| 1.10                           | 17 февраля 2016                | Поддержка Drag-and-Drop, событий от группируемых указателей                                    | Поддержка Video 4 Linux 2. Ввод от сенсорных экранов. Улучшение отладочных средств |
| 1.11                           | 1 июня 2016                    | Новая сервисная процедура загрузки, новая логика установки                                     | Proxy wrappers, изменение интерфейсов разделяемой памяти, Doxygen-генерированная HTML документация |
| 1.12                           | 21 сентября 2016               | Улучшения поддержки отладки                                                                    | Разделение на libweston и libwestond-desktop. Захват и ограничение указателя. Поддержка относительных указателей. |
| 1.13                           | 24 февраля 2017                |                                                                                                | Изменение ABI Weston. Новая версия имеет порядковый номер 2.0, а не 1.13 |
| 1.14                           | 8 августа 2017                 |                                                                                                | Смена номера версии Weston на 3.0 обусловлена изменениями ABI, нарушающими совместимость |
| 1.15                           | 10 апреля 2018                 |                                                                                                | Смена номера версии Weston на 4.0 обусловлена изменениями ABI, нарушающими совместимость |
| 1.16                           | 24 августа 2018                |                                                                                                | Weston 5.0.0 |
| 1.17                           | 20 марта 2019                  |                                                                                                | Weston 6.0.0 |
| 1.18                           | 2 августа 2019                 |                                                                                                | Weston 7.0.0 вышел на месяц позже |
| 1.19                           | 27 января 2021                 |                                                                                                | |
| 1.20                           | 9 декабря 2021                 |                                                                                                | |
| 1.21                           | 30 июня 2022                   |                                                                                                | |
| 1.22                           | 4 апреля 2023                  |                                                                                                | |
| 1.23                           |                                |                                                                                                | |

Условные обозначения:
 Будущая версия
 Текущая версия
 Поддерживается
 Не поддерживается

## Разработка
Альянс GENIVIАвтомобильный консорциум GENIVI, чья цель создать платформу для IVI индустрии, поддерживает Wayland.
MaliitMaliit, фреймворк системы ввода, работает под Wayland.
MesaMesa имеет встроенную поддержку Wayland.
Sailfish OSПервый телефон Jolla использует Wayland.
TizenTizen поддерживал Wayland в IVI setups до 2.x версий включительно, а начиная с версии 3.0 по умолчанию использует Wayland.

### Планируемая поддержка
UbuntuCanonical, владелец Ubuntu, наняла Сэма Спилсбери, главного разработчика Compiz. Он будет перемещать зависимости от X11 в отдельный плагин. Canonical планирует портировать Compiz на OpenGL ES, что требуется для работы с Wayland.
FedoraFedora поставляет Wayland начиная с семнадцатой версии. Разработчик Fedora Маттиас Класен опубликовал в марте 2013 план, согласно которому Wayland должен стать оконной системой по умолчанию в Fedora 21. Fedora 20 предоставляет предварительную реализацию GNOME 3.10 на Wayland. Начиная с Fedora 40 Wayland используется по умолчанию, поддержка X11 доступна только при установке дополнительных пакетов.
GNOMEВ марте 2013 разработчики GNOME анонсировали свои планы о полной поддержке Wayland через год. GNOME 3.10 имеет начальную поддержку.
KDEKWin, оконный менеджер KDE, получил поддержку OpenGL ES в версии 4.7. В январе 2013 главный разработчик KWin Мартин Грэсслин начал работать на Blue Systems, где одна из главных его целей добиться полной поддержки Wayland. Экспериментальная поддержка Wayland была добавлена в KWin 4.11. После выхода Plasma 6, разработчики объявили о полном переходе на Wayland как основной протокол для рабочего окружения. В KDE Plasma 7 поддержка X.org будет выпилена полностью и Wayland будет по умолчанию.
Raspberry PiRaspberry Pi Foundation работает совместно с Collabora над улучшением производительности и потребления оперативной памяти, однако не намереваются сменить X11 на Wayland до конца 2013.

### Тулкиты
- Clutter полностью поддерживает Wayland[80].
- Enlightenment Foundation Libraries полностью поддерживает Wayland[81].
- GTK+ 3.10 (вышел 23 сентября 2013 года) полностью поддерживает Wayland 1.2, включая декорирование на стороне клиента, требуемое для Weston[82][83].
- Qt 5 полностью поддерживает Wayland, включая декорирование на стороне клиента, что требуется для Weston (а не KWin).
- Экспериментальная поддержка Wayland добавлена в SDL в версии 2.0.2[84][85].